# Ecaterina Caradja
Ecaterina Olimpia Caradja (ur. 28 stycznia 1893 w Bukareszcie, zm. 26 maja 1993 tamże) – rumuńska arystokratka i filantropka znana jako Anioł z Ploeszti, który to przydomek zdobyła dzięki pomocy niesionej uchodźcom podczas II wojny światowej. W 2021 roku pośmiertnie odznaczona przez prezydenta RP Andrzeja Dudę medalem Virtus et Fraternitas za pomoc udzieloną Polakom na uchodźstwie.

## Życiorys

### Dzieciństwo i młodość
Urodziła się w Bukareszcie jako córka rumuńskiego szlachcica Radu Crețulescu i księżniczki Iriny Cantacuzino. We wczesnym dzieciństwie została uwikłana w konflikt na tle finansowym, który toczyły rodziny jej rodziców. W wieku trzech lat została uprowadzona przez ojca, który zabrał ją do Anglii i umieścił w sierocińcu pod przybranym nazwiskiem. Jej matka (która rozwiodła się z ojcem i ponownie wyszła za mąż za księcia Nicolae Ghicę) szukała jej, ale zmarła w 1906 roku nie znalazłszy córki. Księżniczka Caradja została przypadkowo znaleziona w 1908 roku we francuskim klasztorze przez ciotkę, która pomogła jej uciec i przywiozła ją do Rumunii, gdzie sąd umieścił ją pod opieką rodziny Cantacuzino. Została wychowana przez dziadków ze strony matki, w tym księcia Gheorghe'a Grigore Cantacuzino, premiera Rumunii na przełomie XIX i XX wieku.
Caradja kształciła się w Anglii, Francji, Rumunii i Belgii i mówiła pięcioma językami. W 1914 roku, tuż przed wybuchem I wojny światowej, poślubiła księcia Constantina Caradję (1892–1962), członka rodziny Caradja. Po tym jak wojska niemieckie wkroczyły do Rumunii w 1916 r., uciekła z Bukaresztu z dwiema córkami, Irène Mathilde Catherine (urodzona rok wcześniej) i Marie Constance Lucie (urodzona dziesięć dni wcześniej). Po schronieniu się w rumuńskiej Mołdawii rozpoczęła pracę jako wolontariuszka w 30-łóżkowym szpitalu dla chorych na tyfus plamisty (sama zachorowała).
Po zawieszeniu broni księżna Caradja wróciła do Bukaresztu i poświęciła się pracy społecznej, w szczególności w Stowarzyszeniu Ochronek św. Katarzyny – kompleksie sierocińców założonym przez jej matkę, w którym mieszkało ponad 3000 dzieci. W 1920 roku urodziła trzecią córkę Aleksandrę (1920–1997). Druga córka zmarła w Wiedniu w 1933 r., a najstarsza córka i jej mąż (Constantin Emandi) zginęli w trzęsieniu ziemi 10 listopada 1940 r.

### II wojna światowa

#### Pomoc udzielona zestrzelonym lotnikom alianckim

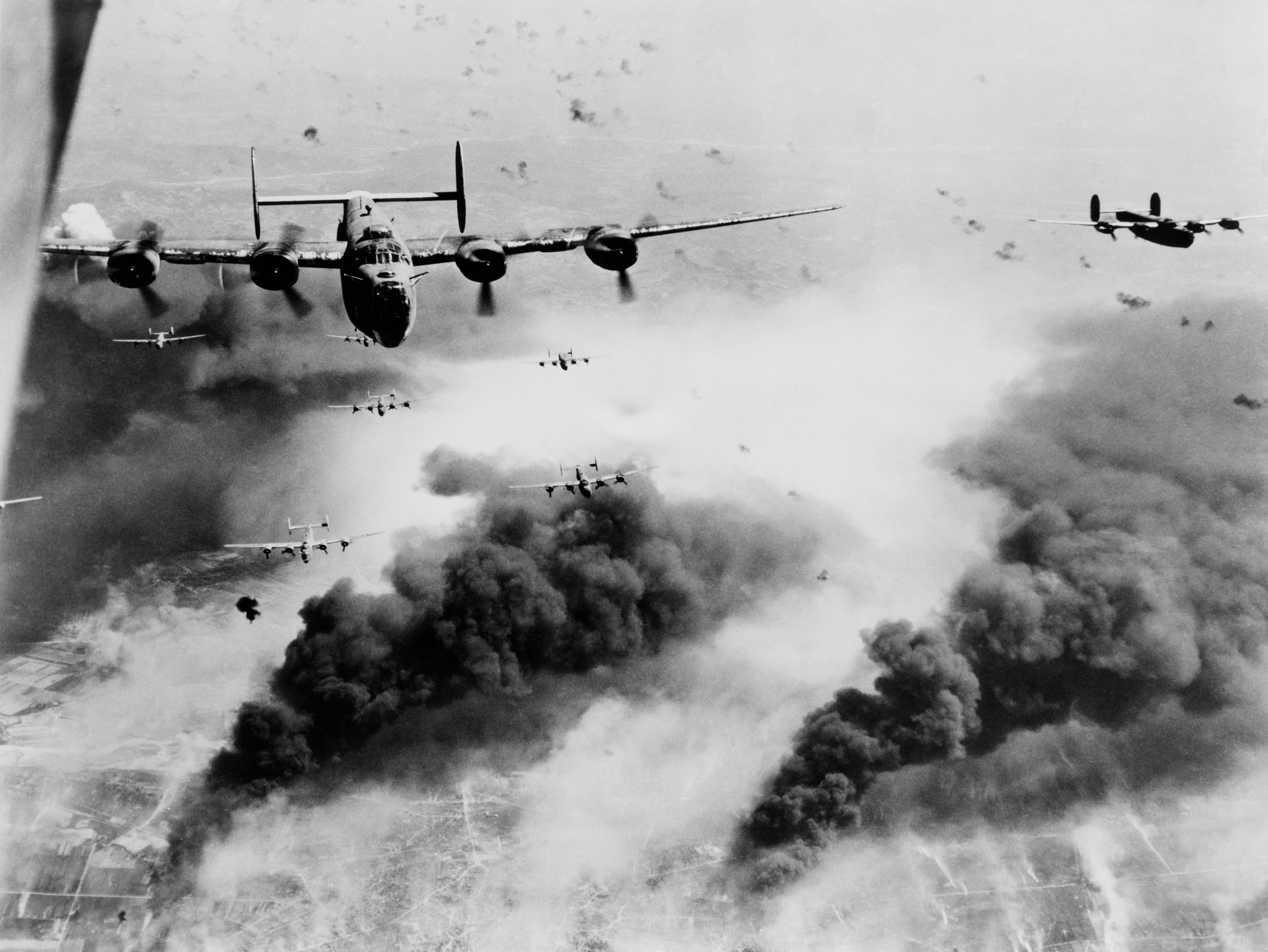
Bombardowanie pola naftowego w Ploeszti przez B-24 15. Armii Powietrznej

Księżniczka po raz pierwszy stała się znana na arenie międzynarodowej w wyniku jej sprzeciwu wobec sojuszu Rumunii z nazistowskimi Niemcami podczas II wojny światowej (patrz Rumunia podczas II wojny światowej). Kiedy pola naftowe w Ploeszti zostały zbombardowane przez aliantów w sierpniu 1943 r. w ramach operacji Tidal Wave, osobiście przejęła opiekę nad ocalałymi załogami alianckimi, dopilnowała, by opiekowano się nimi w jej szpitalach i ułatwiła im ucieczkę do Włoch. Podczas alianckich bombardowań wiosną i latem 1944 r. kilku amerykańskich lotników wylądowało w jej posiadłości w Nedelea, po awaryjnym lądowaniu lub skokach spadochronowych. Przez całą wojnę udzielała pomocy ponad tysiącowi zestrzelonych lotników. Dzięki temu zyskała wśród nich przydomek „Anioł Ploeszti”. Jednym z pilotów, którzy przeżyli awaryjne lądowanie i dzięki jej wysiłkom uciekli, był Richard W. Britt, który wiele lat później opisał tę historię w książce.

#### Pomoc udzielona polskim uchodźcom wojennym
Podczas II wojny światowej księżna nadal zajmowała się charytatywnie prowadzeniem Stowarzyszenia Ochronek św. Katarzyny. 24 września 1939 r. udzieliła polskim rodzinom w Bukareszcie schronienia w postaci udostępnienia w tym celu dwóch budynków, w tym przestronnego pawilonu. Przebywające tam dzieci miały do dyspozycji pokoje przedszkolne, salę zabaw i czytelnię. Caradja zapewniała im cztery posiłki dziennie oraz zorganizowała na miejscu polską szkołę. Łącznie księżna udzieliła schronienia 120 Polakom.
Caradja była przedstawicielką Międzynarodowego Komitetu Pomocy Dzieciom, w związku z czym dostarczała odzieży polskim dzieciom w innych skupiskach uchodźców. Ponadto ubiegała się u władz rumuńskich o wzmożoną pomoc dla uchodźców z Polski. Działała wspólnie z Paulem Superem, który nadzorował pomoc USA dla Polaków, którzy trafili do Rumunii.

### Ucieczka z Rumunii i życie na emigracji
Po ustanowieniu reżimu komunistycznego w Rumunii, w 1949 roku jej sierocińce i fundację zostały znacjonalizowane. Jej córka, która wyjechała do Paryża w 1948 roku, pomogła Caradji w ucieczce na początku 1952 roku, do której doszło z pomocą francuskich tajnych służb. Caradja wyjechała z kraju na tankowcu pływającym po Dunaju, przybywając po ośmiu tygodniach do Wiednia. Zimą 1954–1955 kierowała akcją pomocy dzieciom w Algierze – po trzęsieniu ziemi z 9 września 1954 roku. Dużo podróżowała, wygłaszając wykłady we Francji na temat „Życia za żelazną kurtyną” i przemawiając w BBC. W grudniu 1955 otrzymała wizę na przyjazd do Stanów Zjednoczonych. Wkrótce po wylądowaniu pojawiła się w programie Dave'a Garrowaya. Mieszkała w tym państwie przez ponad 35 lat, głównie w mieście Comfort (w Hill Country w Teksasie), ale także w Baltimore (Maryland) i Kansas City. Podróżując po Ameryce, przemawiając w różnych miejscach, znalazła ponad pięciuset byłych jeńców wojennych, których znała z Rumunii. 28 sierpnia 1972 roku zorganizowała w Dallas w Teksasie zjazd – wydarzenie, które odbywało się rokrocznie przez wiele kolejnych lat. Podczas pierwszej i kolejnych edycji była na nim obecna jako gość honorowy i główny mówca. 27 sierpnia 1976 r., podczas dwusetnej rocznicy powstania Stanów Zjednoczonych, pomogła zaprezentować Pomnik Pokoju dla Fundacji Wolności w Narodowym Parku Historycznym Valley Forge. W styczniu następnego roku została odznaczona przez Freedoms Foundation Medalem George'a Washingtona.
W 1978 roku zaprzyjaźniła się z Ottomarem Berbigiem, handlarzem antyków w Berlinie Zachodnim. Chciała dokonać adopcji Berbiga, ponieważ jej rodzina nie miała męskich spadkobierców, którzy mogliby nosić nazwisko rodowe. Ostatecznie Berbig przyjął imię Ottomar Rodolphe Vlad Dracula, książę Kretzulesco – adopcja została sformalizowana w 1990 roku.

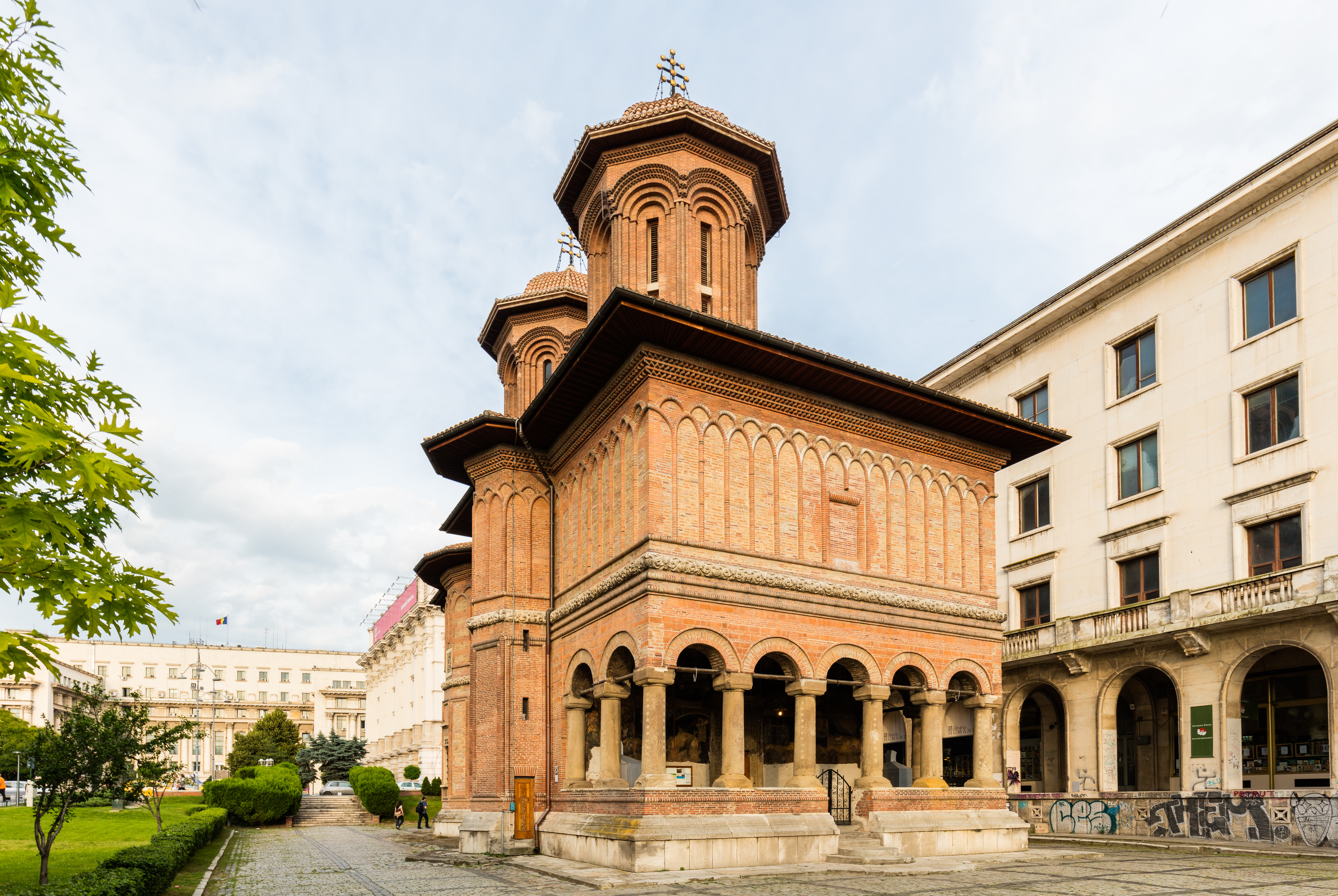
Cerkiew Kretzulescu

### Powrót do Rumunii
Po rewolucji rumuńskiej w 1989 r. nowo powołany rząd rumuński odmówił jej zwrotu jakichkolwiek dóbr, w tym posiadłości i sierocińca. W połowie 1991 roku wróciła do rodzinnego kraju. Zamieszkała na strychu swojego dawnego sierocińca, który obecnie zajmuje Urząd Miasta Bukaresztu. Zmarła w biedzie w wieku 100 lat, 26 maja 1993 roku. Została pochowana w rodzinnym grobowcu w Bukareszcie. Nabożeństwo żałobne odbyło się w zabytkowej cerkwi Kretzulescu. Córka Caradji, Alexandra Caradja (znana jako „Tanda” Bragadiru Moevs ), zmarła w 1997 roku. Przeżyła ją wnuczka, księżniczka Brianna „Hélène” Caradja (ur. 1960, była żona Bruce’a Johnsona) i dwóch prawnuków, Constantin i Maximilien. Caradję przeżył także jej adoptowany syn, Ottomar Rodolphe Vlad Dracula, książę Kretzulesco.
2 czerwca 2021 r. Ecaterina Caradja została pośmiertnie uhonorowana przez prezydenta RP Andrzeja Dudę medalem Virtus et Fraternitas za niesienie pomocy polskim uchodźcom w Rumunii.